# 고성현 (배드민턴 선수)
고성현(1987년 5월 21일~)은 대한민국의 배드민턴 선수로, 2014년 세계 배드민턴 선수권 대회에서 금메달을 획득했다.